# Felicita Colombo (film 1937)
Felicita Colombo è un film del 1937 diretto da Mario Mattoli.

## Trama
Nel centro di Milano, Felicita Colombo gestisce con successo una salumeria che ha tra i suoi clienti la migliore borghesia della città. Il buon andamento degli affari le ha consentito di acquistare un buon patrimonio in immobili, tra cui una villa sul lago di Como, e di recarsi ogni anno in Svizzera per le vacanze. Sua figlia Rosetta vorrebbe sposarsi con Larry, di famiglia nobile ma squattrinata. Suo padre, il conte Scotti si oppone con forza a questo matrimonio, convinto che un casato così importante, benché ormai impoverito, non debba mischiarsi con una famiglia di salumieri. I due giovani organizzano quindi con la complicità di Felicita, una trappola per far incontrare i due genitori, cosa che avviene simulando un guasto alla macchina durante un viaggio a Venezia.
Il conte Scotti, convinto da un energico rimprovero di Felicita ed intravedendo il vantaggio economico del matrimonio, alla fine acconsente al volere dei due giovani, ma ponendo la condizione che Felicita smetta di andare al negozio. La salumeria viene quindi affidata alla gestione di Cesare e Gennarino, che già vi lavoravano come commessi. Ma i due non sono capaci di far funzionare bene l'attività ed il negozio va a rotoli. A quel punto Felicita decide di rientrarvi e di associare il conte come elemento di prestigio dell'attività. Le cose si rimettono a posto ed il conte, ormai convinto di questa sua nuova funzione, e Felicita vengono informati che stanno per diventare nonni.